# Dan Nicholls
Dan Nicholls (* um 1990 in Staffordshire) ist ein britischer Jazzmusiker (Piano, Keyboards, Synthesizer, Elektronik, Komposition). Er sei ein „rastlos Kreative[r] mit extrem weitem Horizont“, so der Deutschlandfunk.

## Leben und Wirken
Nicholls wurde durch seinen Vater, einen Saxophonisten, mit Jazz vertraut gemacht. Er spielte zunächst Klarinette (u. a. in der Band Brass Mask, zu hören auf deren Album Spy Boy von 2013). 2008 trat er als Pianist auf dem Cheltenham Jazz Festival im eigenen Quartett mit Robin Fincker (Reeds), Ryan Trebilcock (Bass) und Simon Spreyer (Drums) auf.  Er ist Absolvent des Jazzkurses am Birmingham Conservatoire, anschließend studierte er für seinen Master-Abschluss am Rytmisk Musikkonservatorium in Kopenhagen bei Django Bates. Er arbeitet seit seinem Studienabschluss in London, wo er eine führende Figur im Loop Collective wurde, und das Avantgarde-Elektro-Trio Strobes gründete. Außerdem arbeitete er mit der Band Vula Viel der Vibraphonistin Bex Burch zusammen. Zeitweise lebte er Berlin, wo er unter anderem mit Otis Sandsjö in dessen Formation Y-Otis spielte, ferner mit Liun & The Science-Fiction Band.
Ein erstes Album legte er 2013 mit Ruins auf Loop Records vor (mit Matt Calvert, Kit Downes, James Allsopp, Shabaka Hutchings sowie Tom Challenger und Dave Smith). Weitere Aufnahmen entstanden 2014 mit dem Saxophonisten George Crowley (Can of Worms, Whirlwind). In den folgenden Jahren war er auch an Aufnahmen von Gonimoblast (Live with Maja S K Ratkje and Arve Henriksen) und Anton Eger beteiligt. Mit Oliver Steidle und Hannes Selig entstand das Album Credo (Trouble in the East, 2020). Mit Steidle, Phil Donkin, Frank Möbus und Philipp Gropper bildete er die Killing Popes, für die er auch komponiert.
Seit dem Lockdown 2020 besinnt Nicholls sich wieder stärker auf das Klavierspiel; 2021 legte er auf We Jazz das Piano-Solo-Album Mattering and Meaning vor. Des Weiteren hat er sich mit der Musik Indiens und Westafrikas beschäftigt, experimentierte mit Video und Animation oder komponiert für Theater- und Tanzprojekte. Geprägt haben ihn Einflüsse von ghanaischer Balafonmusik bis Indierock, schrieb Thomas Loewner (Deutschlandfunk).